# Guillaume-Joseph-Hyacinthe-Jean-Baptiste Le Gentil
Guillaume-Joseph-Hyacinthe-Jean-Baptiste Le Gentil de Lagalaisière, francoski astronom, * 12. september 1725, Coutances, Francija, † 22. oktober 1792, Pariz, Francija.

## Življenje in delo
Leta 1761 je Le Gentil odpotoval v Indijo in tam v Pondicherryju, nekdanji francoski koloniji, opazoval prehod Venere pred Soncem po Halleyjevem postopku, da bi na novo izmeril astronomsko enoto. Venera potuje pred Soncem dvakrat na 100 let, med dvema prehodoma pa preteče samo 8 let. Ker je leta 1761 zaradi vojne z Angleži za las zamudil ta dogodek, se je odločil, da počaka v Indiji do leta 1769.
Zgradil je observatorij, se naučil jezika in preučeval indijsko astronomijo. Junija 1769 je bilo vreme povsod zelo lepo, razen med Venerinim prehodom, ki ga je zakril oblak. Le Gentil je bil obupan, razočaran, zbolel je in ni več pošiljal novic v domovino.
Ko se je leta 1771 vrnil v Francijo, je odkril, da velja uradno za mrtvega. Njegovo mesto na Francoski akademiji znanosti (Académie des sciences) je prevzel nekdo drug in zateči se je moral na sodišče, da bi mu vrnili dediščino. To mu ni uspelo in je popolnoma obubožal. Iz Indije pa je prinesel v Evropo nekaj neznanega. Cvetlico. Posvetil jo je neutrudnemu delu v Pariškem observatoriju Hortense Lepaute in jo imenoval po njej hortenzija.
O svojem bivanju v Indiji je objavil delo Potovanje v Indijski ocean v dveh knjigah, leta 1779 in 1781.